# Ceretanos
Los ceretanos o cerretani fueron un pueblo íbero de la zona de los Pirineos. "La existencia de unos ceretanos occidentales en el Pirineo medio se comprueba en las fuentes islámicas de los siglos VIII-IX; en esa época existían aún como pueblo diferenciado, según G. Fatás en Ibn Hayyan, "Muqtabas"; Al'Udri, "Tarsi". En ellas se encuentran referencias a la tierra de los Certaniyyin o Sirtaniyyin, es decir, los habitantes de la tierra Certana. El lugar se localiza cuando las mismas fuentes hablan del río Gállego que nace en las montañas de dichas tierras". Ocuparon la actual Cerdaña (de la cual deriva el nombre) y en general el valle del Segre. Fueron maestros en curar jamones. Tenían al este los ausetanos y al sur los ilergetes. Su ciudad principal era Julia Libyca (Llivia).
Se cree que en el actual emplazamiento de Castellciutat hubo una capital de los ceretanos augustanos o quizás los ilergetes surdaones.